# Tinamou élégant
Eudromia elegans
Espèce
Synonymes
- Calodromas elegans (d'Orb. & Geoff.)[1],[2]
- Calopezus elegans[3]

Statut de conservation UICN

 LC  : Préoccupation mineure

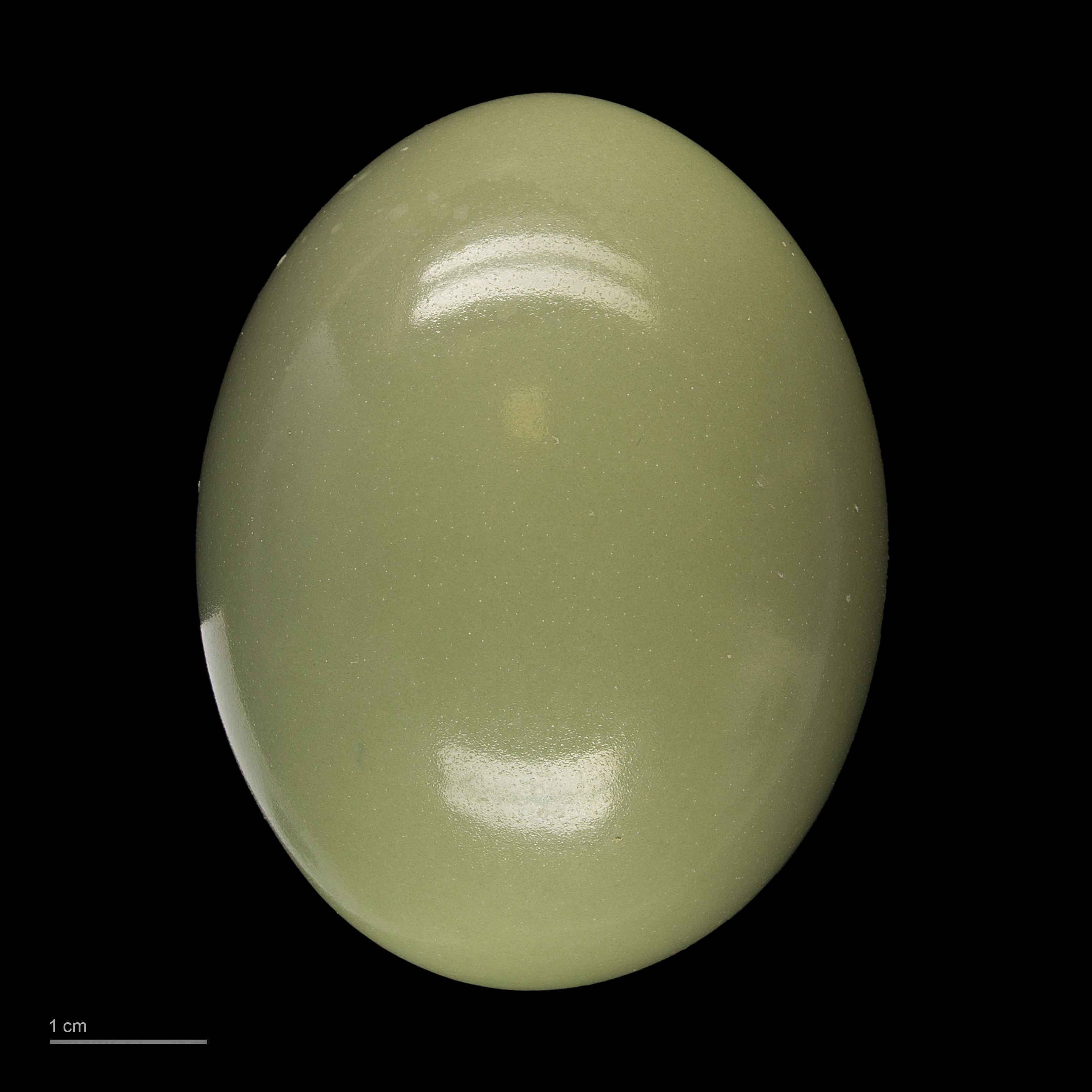
Eudromia elegans - Muséum de Toulouse

Le Tinamou élégant (Eudromia elegans) est une espèce d'oiseaux de la famille des Tinamidae.

## Description
Cet oiseau peut mesurer jusqu'à 41 cm de long.

## Répartition
Son aire de répartition correspond approximativement au territoire argentin.

## Sous-espèces
Selon la classification de référence du Congrès ornithologique international (version 15.1, 2025) :
- Eudromia elegans intermedia (Dabbene & Lillo, 1913) — nord-ouest de l'Argentine ;
- Eudromia elegans magnistriata Olrog, 1959 — centre-nord de l'Argentine ;
- Eudromia elegans riojana Olrog, 1959 — centre-ouest de l'Argentine ;
- Eudromia elegans albida (Wetmore, 1921) — centre-ouest de l'Argentine ;
- Eudromia elegans wetmorei Banks, 1977 — ouest de l'Argentine ;
- Eudromia elegans numida  Banks, 1977 — centre de l'Argentine ;
- Eudromia elegans elegans Geoffroy Saint-Hilaire, I, 1832 — centre-sud de l'Argentine ;
- Eudromia elegans multiguttata Conover, 1950 — centre-est de l'Argentine ;
- Eudromia elegans devia Conover, 1950 — sud-ouest de l'Argentine ;
- Eudromia elegans patagonica Conover, 1950 — sud du Chili et sud de l'Argentine.